# Леваши (Тюменская область)
Леваши — село в Тюменском районе Тюменской области России. Входит в Червишевское муниципальное образование.

## История и описание
Леваши находятся на берегу небольшой реки Цынги, возле Червишевского тракта. Расстояние от областного центра города Тюмени составляет 35 км.
История села восходит к Левашовой заимке, которая возникла после того, как в 1915 году исетский крестьянин по фамилии Левашов построил водяную мельницу и дом на Цынге. В 1930—1940-е в этих местах, на Левашовской лесной даче леспромхоз Народного комиссариата путей сообщения вёл заготовку леса для шпалорезного завода в Винзилях. Во время Великой Отечественной войны на заготовке леса работали заключённые и пленные немецкие солдаты.
В настоящее время в Левашах располагается лесничество, на территории которого находятся сосново-берёзовые леса общей площадью около 6,2 га. В лесах встречаются редкие в Тюменском районе тетерева и глухари, здесь находится одно из самых южных в Тюменской области местообитаний белки-летяги. В эти леса для сбора грибов и ягод (клюква, брусника) приезжают жители Тюмени и окрестных деревень.
Население Левашей по данным на 2010 год — 549 человек. Работает в лесничестве, на лесопереработке и занимается личным подсобным хозяйством.